# Demografía de Bielorrusia
La Demografía de Bielorrusia trata sobre las características de la población de Bielorrusia, tales como el envejecimiento de la población, densidad de población, grupo étnico, nivel de educación, salud, situación económica, afiliaciones religiosas, y otros aspectos de la población. La mayoría étnica de Bielorrusia es llamada etnia bielorrusa.
Bielorrusia, al igual que muchos otros países de su entorno, se caracteriza por tener una tasa de crecimiento natural de la población negativa. Esto, unido a un flujo migratorio también negativo, hace que actualmente la población del país esté disminuyendo en términos absolutos. 
Como consecuencia de este crecimiento natural negativo de la población, se está produciendo un progresivo envejecimiento de la estructura poblacional bielorrusa. En la actualidad, el 21% de la población tiene hasta 14 años, el 66 por ciento tiene entre 15 y 64 años y por último, entre la población anciana encontramos al 13% de los habitantes de Bielorrusia.
Según la OMS, la esperanza media de vida al nacer para los bielorrusos es de 68,3 años, siendo de 62,6 para los hombres y 74,4 para las mujeres.

## Tendencia demográfica
La población de Bielorrusia ha sufrido un declive dramático durante la Segunda Guerra Mundial, bajando de más de nueve millones de habitantes en 1940 a 7,7 millones en 1951. Después, su crecimiento a largo plazo se reanudó, subiendo a diez millones en 1999. Tras eso, la población comenzó a disminuir lentamente, bajando a 9,4 millones en 2012. Siendo originalmente un país agrario cuya población rural correspondía al 80% del total, Bielorrusia fue sufriendo un continuo proceso de urbanización. La población rural bielorrusa disminuyó del 70% en 1959 a menos del 30% en los años 2000.

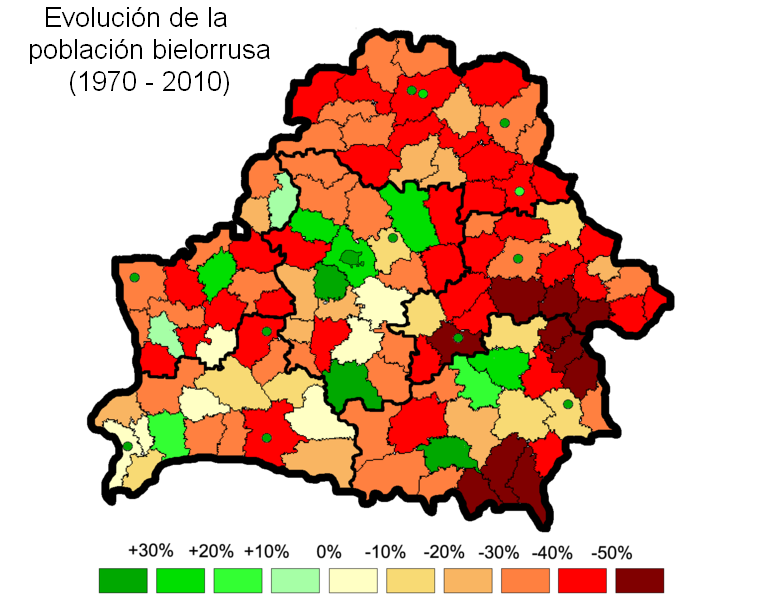
Evolución de la población bielorrusa por provincia entre 1970 y 2010.

Densidad poblacional, 2016

## Grupos étnicos
Bielorrusos 81,2%, rusos 11,4%, polacos 3,9%, ucranianos 2,4%, judíos 0,3%, armenios 0,1 %, tártaros de Lipka 0,1 %, gitanos 0,1 %, lituanos 0,1 %, azerís 0,1 %, otros 0,3 % (censo de 1999). Véase el censo de 2009 aquí:

### Antes de laSegunda Guerra Mundial
Justo antes de que Segunda Guerra Mundial estallara, el pueblo judío era la segunda gran mayoría étnica en Bielorrusia, y con cuatrocientos mil judíos habían superado incluso a los rusos residentes en Bielorrusia (aunque fue por un pequeño margen). Los judíos fueron el 7-8% de la población en aquel tiempo, de los cuales el 40% vivía en ciudades y pueblos, donde los judíos y los polacos eran la inmensa mayoría, y los bielorrusos tendían a vivir en zonas rurales.
Los polacos fueron el cuarto grupo étnico más importante de la República Socialista Soviética de Bielorrusia (zona este de la actual Bielorrusia) tras la Segunda Guerra Mundial, comprendiendo el 1-2% en los censos pre-guerra (menos de 100.000 personas).
| Grupo étnico            | Censo de 19261 | Censo de 19261 | Censo de 19392 | Censo de 19392 |
| Grupo étnico            | Número         | %              | Número         | %              |
| ----------------------- | -------------- | -------------- | -------------- | -------------- |
| Bielorrusos             | 4,017,301      | 80.6           | 4,615,496      | 82.9           |
| Judíos                  | 407,059        | 8.2            | 375,092        | 6.7            |
| Rusos                   | 383,806        | 7.7            | 364,705        | 6.6            |
| Ucranianos              | 34,681         | 0.7            | 104,247        | 1.9            |
| Polacos                 | 97,498         | 2.0            | 58,380         | 1.1            |
| Alemanes                | 7,075          | 0.1            | 8,448          | 0.2            |
| Letones                 | 14,080         | 0.3            | 8,117          | 0.2            |
| Tártaros                | 3,777          | 0.1            | 7,664          | 0.1            |
| Lituanios               | 6,864          | 0.1            | 4,284          | 0.1            |
| Gitanos                 | 2,366          | 0.1            | 3,632          | 0.1            |
| Mordvinos               | 1,051          | 0.0            | 2,042          | 0.0            |
| Otros                   | 7,682          | 0.2            | 16,887         | 0.3            |
| Total                   | 4,983,240      | 4,983,240      | 5,568,994      | 5,568,994      |
| 1 Fuente: . 2 Fuente: . |                |                |                |                |

## Nacimientos y defunciones[7][8]
| Año      | Población  | Nacimientos | Fallecimientos | Cambio natural | Tasa de nacimientos (x 1000) | Tasa de defunciones (x 1000) | Cambio natural (x 1000) |
| -------- | ---------- | ----------- | -------------- | -------------- | ---------------------------- | ---------------------------- | ----------------------- |
| 1950 (e) | 7,745,000  | 197 500     | 62 000         | 135 500        | 25.5                         | 8.0                          | 17.5                    |
| 1951 (e) | 7,765,000  | 194 900     | 62 900         | 132 000        | 25.1                         | 8.1                          | 17.0                    |
| 1952 (e) | 7,721,000  | 195 300     | 61 800         | 133 500        | 25.3                         | 8.0                          | 17.3                    |
| 1953 (e) | 7,690,000  | 195 300     | 60 800         | 134 500        | 25.4                         | 7.9                          | 17.5                    |
| 1954 (e) | 7,722,000  | 195 400     | 61 000         | 134 400        | 25.3                         | 7.9                          | 17.4                    |
| 1955 (e) | 7,804,000  | 194 300     | 57 700         | 136 600        | 24.9                         | 7.4                          | 17.5                    |
| 1956 (e) | 7,880,000  | 199 400     | 54 400         | 145 000        | 25.3                         | 6.9                          | 18.4                    |
| 1957 (e) | 7,936,000  | 200 800     | 56 300         | 144 500        | 25.3                         | 7.1                          | 18.2                    |
| 1958 (e) | 8,009,000  | 207 400     | 52 100         | 155 300        | 25.9                         | 6.5                          | 19.4                    |
| 1959 (e) | 8,112,000  | 204 400     | 56 000         | 148 400        | 25.2                         | 6.9                          | 18.3                    |
| 1960     | 8,190,000  | 200 218     | 54 037         | 146 181        | 24.4                         | 6.6                          | 17.8                    |
| 1961     | 8,284,000  | 194 239     | 53 682         | 140 557        | 23.4                         | 6.5                          | 17.0                    |
| 1962     | 8,385,000  | 185 302     | 60 676         | 124 626        | 22.1                         | 7.2                          | 14.9                    |
| 1963     | 8,458,000  | 173 889     | 58 291         | 115 598        | 20.6                         | 6.9                          | 13.7                    |
| 1964     | 8,519,000  | 161 794     | 53 967         | 107 827        | 19.0                         | 6.3                          | 12.7                    |
| 1965     | 8,607,000  | 153 865     | 58 156         | 95 709         | 17.9                         | 6.8                          | 11.1                    |
| 1966     | 8,709,000  | 153 414     | 58 265         | 95 149         | 17.6                         | 6.7                          | 10.9                    |
| 1967     | 8,800,000  | 147 501     | 61 263         | 86 238         | 16.8                         | 7.0                          | 9.8                     |
| 1968     | 8,877,000  | 146 095     | 62 354         | 83 741         | 16.5                         | 7.0                          | 9.4                     |
| 1969     | 8,957,000  | 142 652     | 65 912         | 76 740         | 15.9                         | 7.4                          | 8.6                     |
| 1970     | 9,038,000  | 146 676     | 68 974         | 77 702         | 16.2                         | 7.6                          | 8.6                     |
| 1971     | 9,112,000  | 149 135     | 68 511         | 80 624         | 16.4                         | 7.5                          | 8.8                     |
| 1972     | 9,178,000  | 147 813     | 71 866         | 75 947         | 16.1                         | 7.8                          | 8.3                     |
| 1973     | 9,245,000  | 144 729     | 73 927         | 70 802         | 15.7                         | 8.0                          | 7.7                     |
| 1974     | 9,312,000  | 146 876     | 73 181         | 73 695         | 15.8                         | 7.9                          | 7.9                     |
| 1975     | 9,367,000  | 146 517     | 79 701         | 66 816         | 15.6                         | 8.5                          | 7.1                     |
| 1976     | 9,411,000  | 147 912     | 82 400         | 65 512         | 15.7                         | 8.8                          | 7.0                     |
| 1977     | 9,463,000  | 148 963     | 84 565         | 64 398         | 15.7                         | 8.9                          | 6.8                     |
| 1978     | 9,525,000  | 151 053     | 86 612         | 64 441         | 15.9                         | 9.1                          | 6.8                     |
| 1979     | 9,590,000  | 151 800     | 90 837         | 60 963         | 15.8                         | 9.5                          | 6.4                     |
| 1980     | 9,658,000  | 154 432     | 95 514         | 58 918         | 16.0                         | 9.9                          | 6.1                     |
| 1981     | 9,732,000  | 157 899     | 93 136         | 64 763         | 16.2                         | 9.6                          | 6.7                     |
| 1982     | 9,804,000  | 159 364     | 93 840         | 65 524         | 16.3                         | 9.6                          | 6.7                     |
| 1983     | 9,872,000  | 173 510     | 97 849         | 75 661         | 17.6                         | 9.9                          | 7.7                     |
| 1984     | 9,938,000  | 168 749     | 104 274        | 64 475         | 17.0                         | 10.5                         | 6.5                     |
| 1985     | 9,999,000  | 165 034     | 105 690        | 59 344         | 16.5                         | 10.6                         | 5.9                     |
| 1986     | 10,058,000 | 171 611     | 97 276         | 74 335         | 17.1                         | 9.7                          | 7.4                     |
| 1987     | 10,111,000 | 162 937     | 99 921         | 63 016         | 16.1                         | 9.9                          | 6.2                     |
| 1988     | 10,144,000 | 163 193     | 102 671        | 60 522         | 16.1                         | 10.1                         | 6.0                     |
| 1989     | 10,171,000 | 153 449     | 103 479        | 49 970         | 15.1                         | 10.2                         | 4.9                     |
| 1990     | 10,189,348 | 142 167     | 109 582        | 32 585         | 14.0                         | 10.8                         | 3.2                     |
| 1991     | 10,194,050 | 132 045     | 114 650        | 17 395         | 13.0                         | 11.2                         | 1.7                     |
| 1992     | 10,216,470 | 127 971     | 116 674        | 11 297         | 12.5                         | 11.4                         | 1.1                     |
| 1993     | 10,239,050 | 117 384     | 128 544        | -11 160        | 11.5                         | 12.6                         | -1.1                    |
| 1994     | 10,226,955 | 110 599     | 130 003        | -19 404        | 10.8                         | 12.7                         | -1.9                    |
| 1995     | 10,193,831 | 101 144     | 133 775        | -32 631        | 9.9                          | 13.1                         | -3.2                    |
| 1996     | 10,159,569 | 95 798      | 133 422        | -37 624        | 9.4                          | 13.1                         | -3.7                    |
| 1997     | 10,117,433 | 89 586      | 136 653        | -47 067        | 8.9                          | 13.5                         | -4.7                    |
| 1998     | 10,071,963 | 92 645      | 137 296        | -44 651        | 9.2                          | 13.6                         | -4.4                    |
| 1999     | 10,026,738 | 92 975      | 142 027        | -49 052        | 9.3                          | 14.2                         | -4.9                    |
| 2000     | 9,979,610  | 93 691      | 134 867        | -41 176        | 9.4                          | 13.5                         | -4.1                    |
| 2001     | 9,928,549  | 91 720      | 140 299        | -48 579        | 9.2                          | 14.1                         | -4.9                    |
| 2002     | 9,865,548  | 88 743      | 146 665        | -57 922        | 8.9                          | 14.8                         | -5.8                    |
| 2003     | 9,796,749  | 88 512      | 143 200        | -54 688        | 9.0                          | 14.5                         | -5.5                    |
| 2004     | 9,730,146  | 88 943      | 140 064        | -51 121        | 9.1                          | 14.3                         | -5.2                    |
| 2005     | 9,663,915  | 90 508      | 141 857        | -51 349        | 9.3                          | 14.5                         | -5.3                    |
| 2006     | 9,604,924  | 96 721      | 138 426        | -41 705        | 9.9                          | 14.2                         | -4.3                    |
| 2007     | 9,560,953  | 103 626     | 132 993        | -29 367        | 10.7                         | 13.7                         | -3.0                    |
| 2008     | 9,527,985  | 107 876     | 133 879        | -26 003        | 11.2                         | 14.0                         | -2.7                    |
| 2009     | 9,506,765  | 109 813     | 135 056        | -25 243        | 11.6                         | 14.2                         | -2.7                    |
| 2010     | 9,483,850  | 108 123     | 137 305        | -29 182        | 11.4                         | 14.5                         | -3.1                    |
| 2011     | 9,461,650  | 109 364     | 135 099        | -25 735        | 11.5                         | 14.3                         | -2.8                    |
| 2012     | 9,446,850  | 115,893     | 126,531        | -10,638        | 12.3                         | 13.4                         | -1.1                    |
| 2013     | 9,443,250  | 117,997     | 125,326        | -7,329         | 12.5                         | 13.3                         | -0.8                    |
| 2014     | 9,448,550  | 118,534     | 121,542        | -3,008         | 12.5                         | 12.9                         | -0.3                    |
| 2015     | 9,461,100  | 119,028     | 120,026        | -998           | 12.6                         | 12.7                         | -0.1                    |
| 2016     | 9,469,400  | 117,779     | 119,379        | -1,600         | 12.4                         | 12.6                         | -0.2                    |
| 2017     | 9,459,000  | 102,556     | 119,311        | -16,755        | 10.8                         | 12.6                         | -1.8                    |
| 2018     | 9,438,800  | 94,042      | 120,053        | -26,011        | 10.0                         | 12.7                         | -2.8                    |
| 2019     | 9,419,800  | 87,602      | 120,470        | -32,868        | 9.3                          | 12.8                         | -3.5                    |
| 2020     | 9,379,952  | 83,015      | 144,536        | -61,651        | 8.9                          | 15.4                         | -6.5                    |
| 2021     | 9,349,645  | 79,396      |                |                | 8.5                          |                              |                         |